# Poesia elettronica
La poesia elettronica è una sperimentazione artistica che integra testo poetico e arte dei nuovi media (videoarte, digital art, net.art, installazioni, ecc.). Si possono distinguere in essa due grandi aree, spesso intrecciate nella ricerca: la videopoesia (video poetry), definitasi come genere negli anni 80, e la computer poetry, che integra l'uso di tecnologie digitali e si afferma con il diffondersi di queste, tra la fine degli anni 80 e gli anni 90.

## Il romanzo elettronico di Nanni Balestrini (1961)
Nel 1961 il poeta Nanni Balestrini realizzò con l'aiuto di un calcolatore elettronico il progetto di un romanzo composto da diverse combinazioni di un unico testo base. Tale romanzo avrebbe poi dovuto essere pubblicato in un numero illimitato di versioni. Nel 1966 l'editore Feltrinelli pubblicò il testo base con il titolo Tristano. La versione differenziata frutto delle elaborazioni del calcolatore non poté essere editata per i costi che avrebbe implicato in forma cartacea.

## Videopoesia
La videopoesia, nota con vari nomi, come: poema video, poema filmico, videopoem opera, poetronica, cin(e)poetry, poesia video-visiva, a seconda delle tecniche usate, dell'intervento più o meno ampio di elaborazione, e anche in relazione alla lunghezza del lavoro filmico, è una categoria molto ampia in cui sono confluite tipologie molto diverse di opera d'arte.
Talvolta la videopoesia si avvale di notevole elaborazione digitale, assumendo i caratteri della computer poetry, interamente elaborata o del tutto generata da software, altrove è povera di effetti elettronici, avvicinandosi alla performance di poesia sonora o al reading registrati in video.
In molti lavori di videopoesia sono evidenti i legami con la videoarte, tanto che la videopoesia può essere anche definita una videoarte contenente testo poetico variamente elaborato a livello visivo e acustico.

### Varietà della produzione e autori
L'artista, scrittore e poeta italiano Gianni Toti è considerato uno dei padri fondatori di questo genere di sperimentazione visiva. Dai primi anni 80 comincia a fondere cinema, testo, immagine elettronica nelle sue video-poem-opere, dei mediometraggi o lungometraggi di fattura artigianale.
La videopoesia evolve, tra la fine degli anni 80 e gli anni 90, verso cortometraggi di struttura e natura segnatamente differenti. Alcuni autori internazionali che si sono espressi nella videopoesia, concorrendo a determinarla come "sottogenere" della videoarte, sono: Gary Hill, Philadelpho Menezes, Javier Robledo, Arnaldo Antunes, Giorgio Longo, Giacomo Verde, Jennifer Bozick, Kevin McCoy e Billy Collins.
Alcuni video utilizzano la parola in movimento nell'aspetto iconico e tipografico. Di eredità futurista, queste opere sono create digitalmente, utilizzando titolatrici e software di animazione. Tra gli autori che hanno esplorato questa linea estetica: la scrittrice e critico russa Anna Alchuk, in collaborazione con la computer artista Olga Kumeger e il musicista Serguey Letov, Arnaldo Antunes, Caterina Davinio, il gruppo Hermes Intermedia, formato dal poeta Giovanni Fontana e dai compositori Antonio Poce, Valerio Murat e Giampiero Gemini. Le opere del gruppo vengono spesso modificate con azioni in tempo reale e live electronics. Nella sua poesia epigenetica Fontana utilizza anche il video live in funzione del suono.
Ma esistono anche poemi filmici con poca o nulla presenza di testo, del tutto svincolati dalla parola, tuttavia definiti "videopoesia" dai loro autori, videoartisti o videoperformer. Più legati alla performance poetica o poesia performativa in video: Fernando Aguiar, Akenaton, Julien Blaine, Bartolomé Ferrando, Giovanni Fontana, Enzo Minarelli, Massimo Mori, Clemente Padìn, Xavier Sabater, Nicholas Tardy.

## Computer poetry
Anche detta digital poetry, cyberpoetry, poetronica, e-poetry, poesia numerica, poesia visiva digitale, la computer poetry è un insieme di immagini, testo e animazioni, suono, generato con l'utilizzo di software; può consistere in grafica digitale, animazione, ipertesti, ipermedia e in ambienti interattivi, anche nel contesto di installazioni.
Il testo poetico si integra a immagini, ferme o in movimento, o ad ambienti interattivi in modo diverso a livello visivo e/o sonoro.
La computer poetry è, però, spesso animazione di parole e testi. Essa è destinata a supporti digitali, come HD, CD, DVD, Internet e DV.
Viene definita computer-poetry anche la videopoesia, quando il video digitale si avvale di una forte elaborazione e di effetti grafici in fase di postproduzione, tali da far acquisire alle riprese caratteristiche dell'immagine di sintesi.
La computer poetry appare dunque come un universo ampio e molto vario.
Tra gli artisti noti sulla scena internazionale, che per primi hanno esplorato questo genere tra gli anni 80 e gli anni 90: Gianni Toti, Philadelpho Menezes e Wilton Azevedo, Akenaton, Ana Maria Uribe, David Daniels, Jean-Pierre Balpe, Caterina Davinio, Augusto de Campos, Deena larsen, Jim Andrews, Reiner Strasser, Jim Rosenberg, Alckmar Luiz Dos Santos, Regina Célia Pinto, Robert Kendall, Joerg Piringer, Lello Masucci.
Il campo di ricerca tra testo poetico e nuovi media continua a svilupparsi, e numerosi sono gli artisti, poeti e videoartisti che vi si sono affacciati con iniziative di siti e video on line. Durante gli anni '10 la poesia elettronica inizia ad essere utilizzata anche negli ebook. In Italia nel 2016 con Poesie elettroniche di Fabrizio Venerandi, in formato EPUB3, successivamente incluso nella quarta Electronic Literature Collection della ELO (2022).